# Apa (filme)
Apa é um filme de drama húngaro de 1966 dirigido e escrito por István Szabó. Foi selecionado como representante da Hungria à edição do Oscar 1967, organizada pela Academia de Artes e Ciências Cinematográficas.

## Elenco
- András Bálint - Takó Bence
- Miklós Gábor - Apa
- Dániel Erdély - Takó
- Kati Sólyom - Anni
- Klári Tolnay - Anya
- Zsuzsa Ráthonyi
- Ilona Petényi
- Rita Békés
- Judit Halász
- Anna Nagy
- Zsuzsa Balogh